# Söllingen (Rheinmünster)
Söllingen ist ein Ortsteil der baden-württembergischen Gemeinde Rheinmünster im Landkreis Rastatt.

## Gliederung
Söllingen ist aus den drei ursprünglich separaten Ortsteilen Söllingen, Schwarzwasser und Kesseldorf zusammengewachsen, die noch im 19. Jahrhundert voneinander zu unterscheiden waren.

## Geschichte

### Besiedlung
Obwohl der Siedlungsteil am Rhein-Hochufer im Südosten urkundlich erst 1291 als „Selingen“ auftaucht, kann man auf Grund der auf Söllinger Gemarkung entdeckten Grabhügel davon ausgehen, dass eine erste Besiedlung wesentlich früher stattfand. Als man 1881 die Grabstätte einer fürstlichen Frau öffnete, fand man Grabbeigaben aus Bronze, Bernstein und Gold, die man in die Hallstattzeit, etwa aus dem 6. Jahrhundert v. Chr., datierte.

### Lage am Rhein
Die Lage von Söllingen in einem alten Rheinbogen und direkt am Rande der Überschwemmungszone beeinflusste die Entwicklung des Ortes. Der Rhein brachte gleichermaßen Schäden durch Hochwasser und Überschwemmungen wie auch Vorteile, wie etwa durch die Schifffahrt. Die Rheinkorrektur wandelte das Landschaftsbild und auch die Besitzverhältnisse am und über dem Rhein. Beträchtliche Veränderungen brachte im 20. Jahrhundert der Rheinausbau mit der Staustufe Iffezheim. 2005 ging der Polder Söllingen/Greffern in Betrieb, der dem Hochwasserschutz flussabwärts gelegener Gebiete dient.

### Adeliger Besitz
Söllingen gehörte im 13. Jahrhundert zusammen mit der Stadt Stollhofen und dem Dorf Hügelsheim, dem Ritter Eberlin von Windeck. Dieser verkaufte seinen Besitz 1309 an den Markgrafen Rudolf von Baden. Bis zum Jahre 1790 gehörte das Söllingen politisch zum badischen Amt Stollhofen, dann wurde es dem Amt Rastatt zugeordnet.
Im 13. und 14. Jahrhundert taucht in den Urkunden öfters ein ebersteinisch-badisches Niederadelsgeschlecht auf, das sich von Sellingen nannte. Diese adlige Familie von Söllingen, ein Zweig derer von Stadelhoven hatte aber bereits Mitte des 14. Jahrhunderts ihr Besitztum veräußert und war nach Straßburg verzogen.

### Tributpflicht
Das Kloster Schwarzach konnte einige überlieferte Rechte als „Bannwaldgenosse“ für sich in Anspruch nehmen. Neben diesen Waldrechten, waren die badischen Untertanen von Söllingen dem Kloster verpflichtet, verschiedene Abgaben zu leisten.
Seit dem frühen 14. Jahrhundert besaß der Markgraf von Baden eine reichslehnbare Zollstätte am Rhein, an deren Einnahmen mehrere Adelsgeschlechter beteiligt waren. Mit Beginn des 16. Jahrhunderts war die Zollstation Hügelsheim eine von den Gemeinden Söllingen und Hügelsheim gemeinsam zu unterhaltende Einrichtung der Markgrafschaft. Im Reichsdeputationshauptschluss 1803 wurden die Rheinzölle aufgehoben, was auch das endgültige Ende der Zollstation Söllingen/Hügelsheim bedeutete.

### Kirche
Älteste kirchliche Aufzeichnungen über eine eigene Kapelle und Kaplanei des Hl. Mauritius, dessen Attribute, Palmzweig und Schwert, im Gemeindewappen enthalten sind, setzen mit dem 14. Jahrhundert ein. Eine enge Bindung zur Mutterpfarrei Stollhofen bestand aber weiterhin. Die älteste Kapelle, an die ein Inschriftstein erinnert, stand wohl in der heutigen Rheinstraße. Nach 1660 erfolgte der Neubau einer Chorturmkirche am heutigen Kirchplatz. 1805 konnte dank der Hilfe „kurfürstlicher Durchlaucht“ eine eigenständige Pfarrei errichtet werden. Schließlich erfolgte 1842 die Grundsteinlegung für die von Johann Ludwig Weinbrenner entworfene heutige Kirche.

### Kriege
Hatten die Wirren des Dreißigjährigen Krieges schon große Verheerungen gebracht, so begann mit dem Holländischen Krieg (1672–1678) eine Zeit schrecklicher Nöte und Ängste. Soldaten verwüsteten den Ort fast völlig. Unmittelbar in das Spannungsfeld von militärischen Auseinandersetzungen kam Söllingen, als 1687 auf einer gegenüberliegenden Rheininsel mit dem Bau der Festung Fort Louis begonnen wurde. Auf badischem Territorium, auf dem zur Söllinger Gemarkung gehörenden Barrage-Grund wurde zum Schutz von Fort Louis ein Brückenkopf, das Außenfort Marquisat errichtet, dessen Schanzwerk aber entsprechend dem Vertrag von Rijswijk 1697 wieder abgerissen werden musste.
Im Pfälzischen Erbfolgekrieg (1688–1697) ging Söllingen Ende August 1689 in Flammen auf. Das Land am Oberrhein wurde unter den französischen Marschällen Mélac und Choiseul planmäßig zerstört und verbrannt. Das französische Heer brandschatzte dabei so sehr, dass sich die Einwohner auf den Rheininseln versteckten.
Sowohl im Spanischen Erbfolgekrieg als auch im Polnischen Erbfolgekrieg hatte Söllingen wegen seiner Lage am Rhein und gegenüber von Fort Louis viel zu leiden. Als nördlichstes Bauwerk der Bühl – Stollhofener Linie wurde in Söllingen als Gegenfestung zu Frankreich eine Schanze, das Contre Escarpe, errichtet.
Zu Beginn der 1790er Jahre wurde der Ort erneut Aufmarschgebiet. Von hier aus erfolgte 1793 ein wesentlicher Teil des kanonadenreichen Sturmes auf Fort Louis.
Noch einmal spielte Söllingen 1814 eine wichtige Rolle, als die verbündeten Truppen hier über den Rhein gingen; noch heute erinnert die Russenstraße an dieses Ereignis.

### 20. Jahrhundert
1952 wurde ein NATO-Militärflugplatz auf Hügelsheimer und (größtenteils) Söllinger Gemarkung errichtet. Ursprünglich für die französischen Streitkräfte vorgesehen, waren von 1953 bis 1993 Soldaten der Royal Canadian Air Force stationiert. Ein in der Nähe der Rheingoldhalle aufgestellter Starfighter erinnert an den Auftrag der Militäreinheiten, die nach Beendung des „Kalten Krieges“ abgezogen wurden.

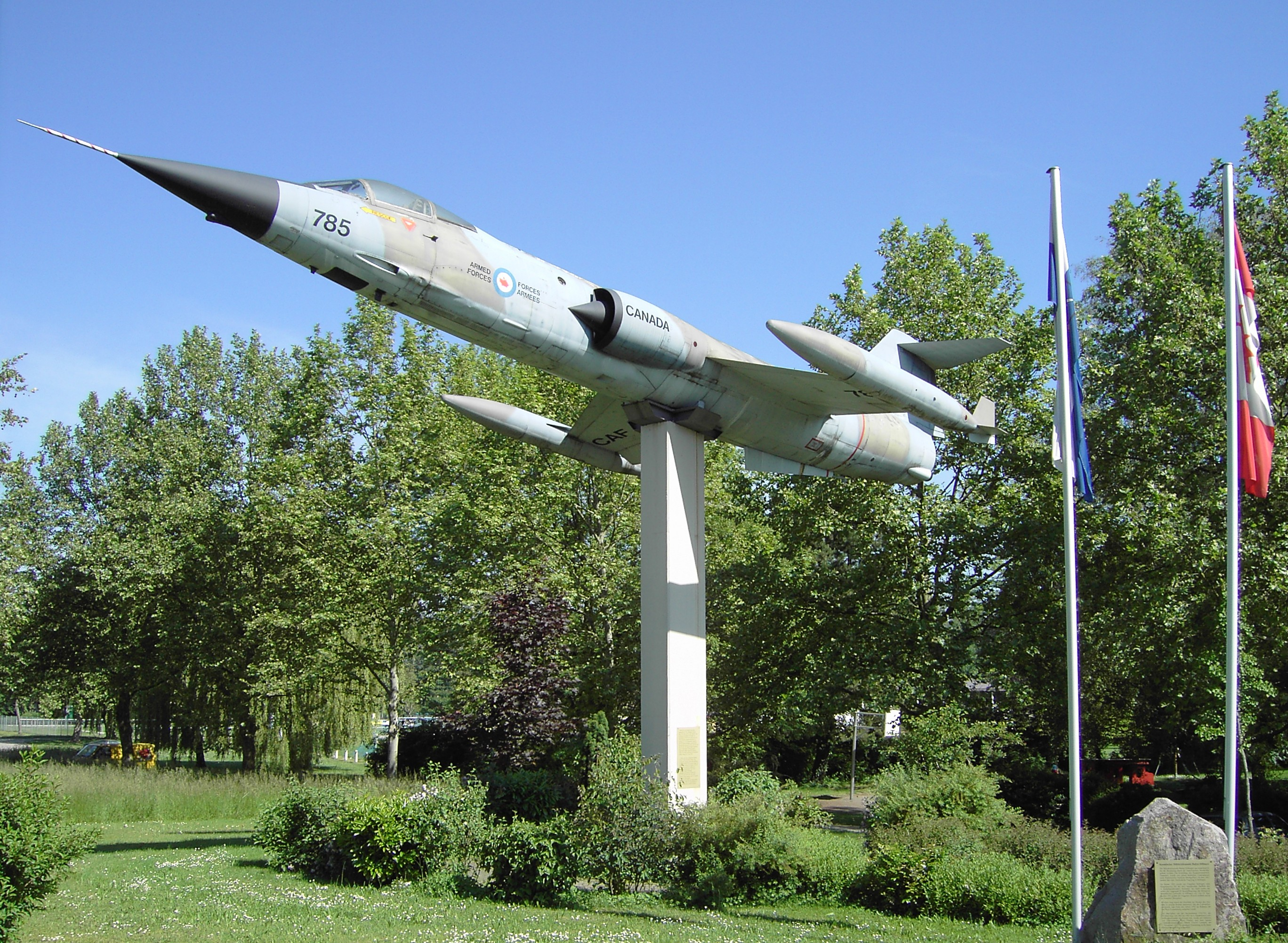
CAF Starfighter

Am 1. Oktober 1974 wurde die selbstständige Gemeinde Söllingen (Landkreis Rastatt) zusammen mit den Nachbarortschaften Schwarzach, Stollhofen und Greffern (alle damaliger Landkreis Bühl) zur neuen Gemeinde Rheinmünster zusammengeschlossen.
1995 wurde der Flugplatz als ziviler Verkehrsflughafen Karlsruhe/Baden-Baden wiedereröffnet.

## Politik

### Bürgermeister, bis 1974
- 1664 Jacob Frietsch
- 1760 Jacob Zehe
- 1835 Ignaz Wendling
- 1848 Jakob Seiter
- 1853 Josef Leppert
- 1860 Franz Baumann
- 1878 Victorin Haungs
- 1879 Remigius Seiter
- 1890 Anton Bechtold
- 1900 Ambros Droll
- 1925 Josef Lorenz
- 1935 Karl Mast
- 1944 Anton Velten
- 1945 Karl Zehe
- 1946 Alois Schäfer
- 1969 Josef Zehe

### Ortsvorsteher, ab 1974
- 1974 Gustav Haungs
- 1975 Franz Leonhard
- 1980 Hans Fischer
- 2003 Konrad Braun
- seit 2014 Franz Leonhard II.

### Ortschaftsrat
Söllingen besitzt als Rest ehemaliger Eigenständigkeit einen Ortschaftsrat. Dieser besteht aktuell aus sieben Mitgliedern, davon sechs CDU-Ortschaftsräte und einen SPD-Ortschaftsrat (Stand 2019).

## Wirtschaft und Infrastruktur
Durch die Lage am Rhein lebten die Söllinger früher traditionell von der Fischerei, der Schifffahrt und auch der Goldwäscherei. Mit der Rheinbegradigung setzte sich aber vermehrt die Landwirtschaft durch. Besonders verbreitet ist neben verschiedenen Getreidearten der Spargel- und Topinamburanbau. Bereits 1885 hat Michael Schmitt aus Handschuhsheim (bei Heidelberg) die ersten Spargelpflanzen nach Söllingen gebracht und damit den Grundstock für die hiesigen Anbaugebiete des edlen Gemüses gelegt.
Der Baden Airpark und sein Gewerbegebiet liegen zum großen Teil ebenfalls auf der Gemarkung Söllingens.